# Ar-Raha
Ar-Raha (arab. الرحى) – miejscowość w Syrii, w muhafazie As-Suwajda. W 2004 roku liczyła 5711 mieszkańców.